# Prodidomus geniculosus
Espèce
Prodidomus geniculosus est une espèce d'araignées aranéomorphes de la famille des Prodidomidae.

## Distribution
Cette espèce est endémique du gouvernorat de Médenine en Tunisie,. Elle se rencontre vers Médenine.

## Description
La femelle holotype mesure 4,5 mm.

## Systématique et taxinomie
Cette espèce a été décrite par Dalmas en 1919.

## Publication originale
- Raymond de Dalmas, « Synopsis des araignées de la famille des Prodidomidae », Annales de la Société entomologique de France, vol. 87,‎ 1919, p. 290-340 (ISSN 0037-9271, lire en ligne, consulté le 12 février 2022).